# Palacio de Ibarra
Das Herrenhaus Palacio de Ibarra aus dem 17. Jahrhundert liegt etwas außerhalb der Stadt Brihuega in der Provinz Guadalajara (Spanien). In der Nähe befindet sich auch der Palacio de Don Luis. Das Herrenhaus war während des Spanischen Bürgerkrieges Schauplatz heftiger Kämpfe zwischen vorrückenden italienischen Truppen, der Corpo Truppe Volontarie und Internationalen Brigaden (BI-XI und BI-XII). Die Schlacht von Guadalajara sowie das Gefecht um das Herrenhaus Palacio de Ibarra wurden vom damaligen Kriegsberichterstatter Ernest Hemingway in seinen Werken aufgegriffen. 
Koordinaten: 40° 46′ 17,5″ N, 2° 54′ 19,5″ W